# Archytas amethystinus
Archytas amethystinus là một loài ruồi trong họ Tachinidae.